# Sorex longirostris
Sorex longirostris — вид роду мідиць (Sorex) родини мідицевих.

## Морфологія
Результати вимірів 270 зразків з Алабами та Джорджії: повна довжина 68—94 мм, хвіст 24—37 мм, задні ступні 9—12 мм, вага 3—4 грамів.

## Поширення
Країни проживання: США (Алабама, Арканзас, Флорида, Джорджія, Іллінойс, Індіана, Кентуккі, Луїзіана, Меріленд, Міссурі, Північна Кароліна, Південна Кароліна, Теннессі, Вірджинія, Західна Вірджинія). Він мешкає в різних місцях проживання, починаючи від боліт і вологих лісів до гірських чагарників або лісистої місцевості, мабуть воліє вологі місця, як правило, межує з болотами і річками, і найчастіше асоціюється з важким ґрунтовим покривом.

## Звички
S. longirostris харчується дрібними безхребетними, зокрема павуками, гусеницями, слимаками та равликами, цвіркунами, жуками і багатоніжками; також деяким вегетативним матеріалом. Найбільш часті хижаки включають сов і домашніх кішок. В основному нічний вид, однак, також активний удень.

## Відтворення
Молодь народжується з квітня по жовтень. Розмір виводку 1—6 (в середньому близько чотирьох), і є від 1 до 3 приплодів на рік. Вагітність, ймовірно, триває два-три тижні.

## Загрози та охорона
Немає великих загроз для цього дуже поширеного виду. Зустрічається в охоронних районах по всьому ареалу.